# Gruppo di Rochefort
Il Gruppo di Rochefort (detto anche Gruppo del Gigante-Rochefort) è un gruppo montuoso del massiccio del Monte Bianco.

## Caratteristiche
Il gruppo inizia al colle del Gigante (3.371 m) e termina al colle des Grandes Jorasses (3.818 m). Ha direzione generale da ovest verso est e si sviluppa lungo il confine tra l'Italia e la Francia. La vetta più significativa del gruppo è il Dente del Gigante.

## Classificazione e suddivisione
La SOIUSA lo individua come un sottogruppo alpino con la seguente classificazione:
- Grande parte = Alpi Occidentali
- Grande settore = Alpi Nord-occidentali
- Sezione = Alpi Graie
- Sottosezione = Alpi del Monte Bianco
- Supergruppo = Massiccio del Monte Bianco
- Gruppo = Catena Rochefort-Grandes Jorasses-Leschaux
- Sottogruppo = Gruppo di Rochefort
- Codice = I/B-7.V-B.4.a

Inoltre, sempre secondo la SOIUSA, si suddivide in due settori:
- Cresta Aiguilles Marbrées-Dente del Gigante (I/B-7.V-B.4.a/a)
- Cresta Rochefort-Périades (I/B-7.V-B.4.a/b)

## Descrizione

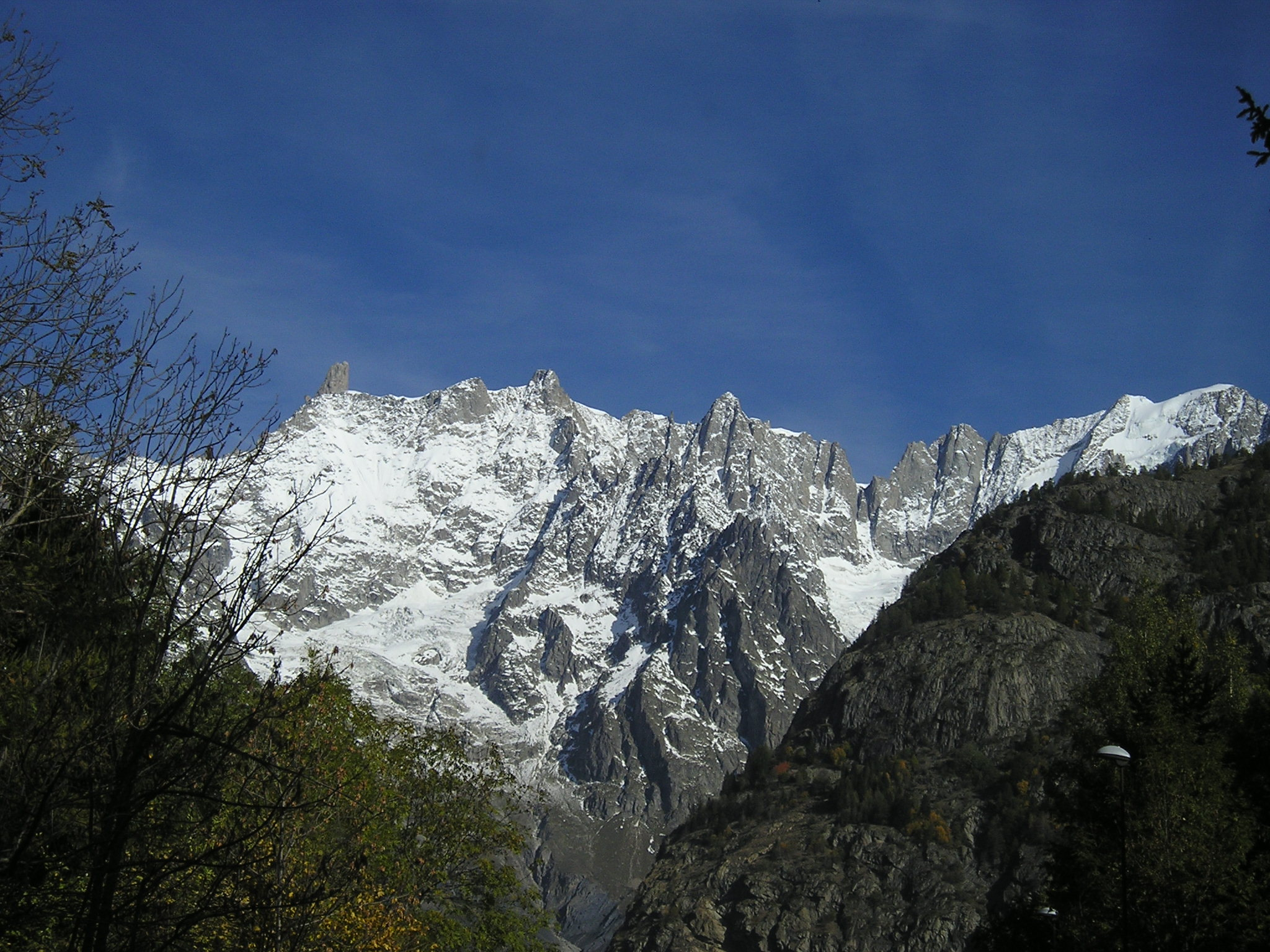
Visione dal versante italiano. Da sinistra a destra si notano: Dente del Gigante, Aiguille de Rochefort, Dôme de Rochefort, colle des Grandes Jorasses e Gruppo delle Grandes Jorasses (non più appartenenti al gruppo).

La prima cresta ad Est del Colle del Gigante è la cresta Marbrèe-Jetoula. Provenendo dal ghiacciaio del Gigante, questa cresta si orienta verso Sud ed è composta da alcune cime minori:
- l'Aiguilles Marbrées, 3536 m
- la Torre di Jetoula, 3342 m
- il Dente del Jetoula, 3306 m, con la sua cresta orientata a Sud.

Dopo queste creste minori, dal Col de Rochefort, la cresta principale si dirige verso Nord fino ad arrivare al Dente del Gigante, 4.013 m, la cima più conosciuta.
A Nord di questa cima, la cresta del Clochers de la Noire divide il ghiacciaio del Gigante dal Ghiacciaio des Periades.
A Est del Dente del Gigante, si arriva sulla cresta Rochefort con le sue cime:
- l'Aiguille de Rochefort, 4001 m;
- il Dôme de Rochefort, 4016 m;
- la Calotte de Rochefort, 3976 m.

A Nord dell'Aiguille de Rochefort, un'importante cresta, verso Nord, divide il ghiacciaio des Periades dal ghiacciaio del Mont Mallet e da Sud verso Nord, si osservano alcune interessanti cime:
- Mont Mallet, 3988 m;
- Les Périades e una lunga serie di strani e divertenti pinnacoli, tra cui:
- l'Aiguille du Tacul, 3438 m.

A Sud dell'Aiguille de Rochefort, ecco un'altra importante cresta con due note cime: 
- il Mont de Rocherfort, 3456 m;
- l'Aiguille Rouge de Rochefort, 3109 m.